# Lijst van voetbalinterlands Jordanië - Libanon
Deze lijst van voetbalinterlands is een overzicht van alle officiële voetbalwedstrijden tussen de nationale teams van Jordanië en Libanon. De landen hebben tot op heden 31 keer tegen elkaar gespeeld. De eerste ontmoeting, een vriendschappelijke wedstrijd, vond plaats in Alexandrië (Egypte) op 3 augustus 1953. Het laatste duel, eveneens een vriendschappelijke wedstrijd, werd gespeeld op 28 december 2023 in Tripoli.

## Wedstrijden
| №  | Plaats     | Datum             | Competitie                         | Wedstrijd          | Uitslag |
| -- | ---------- | ----------------- | ---------------------------------- | ------------------ | ------- |
| 1  | Alexandrië | 3 augustus 1953   | Vriendschappelijk                  | Libanon − Jordanië | 1 − 4   |
| 2  | Beiroet    | 20 oktober 1957   | Vriendschappelijk                  | Libanon − Jordanië | 6 − 3   |
| 3  | Beiroet    | 5 april 1963      | Arab Nations Cup 1963              | Jordanië − Libanon | 6 − 0   |
| 4  | Koeweit    | 13 november 1964  | Arab Nations Cup 1964              | Jordanië − Libanon | 0 − 0   |
| 5  | Bagdad     | 5 april 1966      | Arab Nations Cup 1966              | Libanon − Jordanië | 2 − 1   |
| 6  | Bangkok    | 24 december 1971  | Azië Cup 1972 kwalificatie         | Libanon − Jordanië | 2 − 0   |
| 7  | Damascus   | 30 september 1974 | Vriendschappelijk                  | Jordanië − Libanon | 0 − 0   |
| 8  | Beiroet    | 1 februari 1997   | Vriendschappelijk                  | Libanon − Jordanië | 1 − 0   |
| 9  | Amman      | 7 februari 1997   | Vriendschappelijk                  | Jordanië − Libanon | 0 − 0   |
| 10 | Beiroet    | 9 februari 1997   | Vriendschappelijk                  | Libanon − Jordanië | 0 − 0   |
| 11 | Beiroet    | 13 juli 1997      | Vriendschappelijk                  | Libanon − Jordanië | 1 − 1   |
| 12 | Beiroet    | 23 juli 1998      | Arab Nations Cup 1998 kwalificatie | Jordanië − Libanon | 2 − 0   |
| 13 | Amman      | 23 augustus 1999  | Vriendschappelijk                  | Jordanië − Libanon | 1 − 3   |
| 14 | Tripoli    | 23 februari 2000  | Vriendschappelijk                  | Libanon − Jordanië | 1 − 1   |
| 15 | Amman      | 8 maart 2000      | Vriendschappelijk                  | Jordanië − Libanon | 1 − 1   |
| 16 | Limasol    | 13 mei 2000       | Vriendschappelijk                  | Jordanië − Libanon | 1 − 1   |
| 17 | Amman      | 27 mei 2000       | West-Azië Cup 2000                 | Jordanië − Libanon | 0 − 0   |
| 18 | Damascus   | 1 september 2002  | West-Azië Cup 2002                 | Libanon − Jordanië | 0 − 1   |
| 19 | Amman      | 17 oktober 2003   | Azië Cup 2004 kwalificatie         | Jordanië − Libanon | 1 − 0   |
| 20 | Beiroet    | 12 november 2003  | Azië Cup 2004 kwalificatie         | Libanon − Jordanië | 0 − 2   |
| 21 | Amman      | 31 augustus 2004  | Vriendschappelijk                  | Jordanië − Libanon | 2 − 2   |
| 22 | Amman      | 22 juni 2007      | West-Azië Cup 2007                 | Jordanië − Libanon | 3 − 0   |
| 23 | Amman      | 28 januari 2008   | Vriendschappelijk                  | Jordanië − Libanon | 4 − 1   |
| 24 | Sidon      | 18 mei 2012       | Vriendschappelijk                  | Libanon − Jordanië | 1 − 2   |
| 25 | Doha       | 26 december 2013  | West-Azië Cup 2014                 | Libanon − Jordanië | 0 − 0   |
| 26 | Amman      | 30 mei 2015       | Vriendschappelijk                  | Jordanië − Libanon | 0 − 0   |
| 27 | Beiroet    | 31 augustus 2016  | Vriendschappelijk                  | Libanon − Jordanië | 1 − 1   |
| 28 | Amman      | 15 november 2016  | Vriendschappelijk                  | Jordanië − Libanon | 0 − 0   |
| 29 | Amman      | 6 september 2018  | Vriendschappelijk                  | Jordanië − Libanon | 0 − 1   |
| 30 | Dubai      | 24 maart 2021     | Vriendschappelijk                  | Jordanië − Libanon | 1 − 0   |
| 31 | Tripoli    | 28 december 2023  | Vriendschappelijk                  | Libanon − Jordanië | 2 − 1   |

## Samenvatting
| Competitie                    | Totaal gespeeld | Winst Jordanië | Gelijk | Winst Libanon | Doelsaldo Jordanië – Libanon |
| ----------------------------- | --------------- | -------------- | ------ | ------------- | ---------------------------- |
| Azië Cup-kwalificatie         | 3               | 2              | 0      | 1             | 3 − 2                        |
| West-Azië Cup                 | 4               | 2              | 2      | 0             | 4 − 0                        |
| Arab Nations Cup              | 3               | 0              | 1      | 2             | 1 − 8                        |
| Arab Nations Cup-kwalificatie | 1               | 1              | 0      | 0             | 2 − 0                        |
| Vriendschappelijk             | 20              | 4              | 11     | 5             | 23 − 23                      |
| Totaal                        | 31              | 9              | 14     | 8             | 33 − 33                      |

JFA · A-internationals · Bondscoaches · Selecties · Jordaans vrouwenelftal · Olympisch elftal · Jordanië U20 · Jordanië U19 · Jordanië U18 · Jordanië U17
1953 – 1969 · 
1970 – 1979 · 
1980 – 1989 · 
1990 – 1999 · 
2000 – 2009 · 
2010 – 2019 ·
2020 − 2029
1953 · 
1954 · 1955 · 1956 · 
1957 · 
1958 · 1959 · 1960 · 1961 · 1962 · 
1963 · 
1964 · 
1965 · 
1966 · 
1967 · 1967 · 1969 · 1970 · 
1971 · 
1972 · 1973 · 
1974 · 
1975 · 
1976 · 
1977 · 1978 · 1979 · 1980 · 
1981 · 
1982 · 
1983 · 
1984 · 
1985 · 
1986 · 
1987 · 
1988 · 
1989 · 
1990 · 
1991 · 
1992 · 
1993 · 
1994 · 1995 · 
1996 · 
1997 · 
1998 · 
1999 · 
2000 · 
2001 · 
2002 · 
2003 · 
2004 · 
2005 · 
2006 · 
2007 · 
2008 · 
2009 · 
2010 · 
2011 · 
2012 · 
2013 · 
2014 ·
2015 ·
2016 ·
2017 ·
2018 ·
2019 ·
2020 ·
2021 ·
2022 ·
2023
Afghanistan ·
Albanië ·
Algerije ·
Armenië ·
Australië ·
Azerbeidzjan ·
Bahrein ·
Bangladesh ·
Bosnië en Herzegovina ·
Bulgarije ·
Cambodja ·
China ·
Colombia ·
Cyprus ·
Ecuador ·
Egypte ·
Estland ·
Filipijnen ·
Finland ·
Georgië ·
Haïti ·
Hongarije ·
Hongkong ·
India ·
Indonesië ·
Irak ·
Iran ·
Ivoorkust ·
Jamaica ·
Japan ·
Jemen ·
Kazachstan ·
Kenia ·
Kirgizië ·
Koeweit ·
Kosovo ·
Kroatië ·
Laos ·
Libanon ·
Libië ·
Litouwen ·
Maleisië ·
Malta ·
Marokko ·
Mauritanië ·
Moldavië ·
Nepal ·
Nieuw-Zeeland ·
Nigeria ·
Noord-Korea ·
Noorwegen ·
Oezbekistan ·
Oman ·
Pakistan ·
Palestina ·
Paraguay ·
Qatar ·
Saoedi-Arabië ·
Servië ·
Sierra Leone ·
Singapore ·
Slowakije ·
Soedan ·
Spanje ·
Sri Lanka ·
Syrië ·
Tadzjikistan ·
Taiwan ·
Thailand ·
Trinidad en Tobago ·
Tsjaad ·
Tunesië ·
Turkmenistan ·
Uruguay ·
Verenigde Arabische Emiraten ·
Vietnam ·
Wit-Rusland · 
Zambia ·
Zimbabwe ·
Zuid-Jemen ·
Zuid-Korea ·
Zuid-Soedan ·
Zweden
FLFA · 
A-internationals · 
Libanees vrouwenelftal
1940 – 1949 · 
1950 – 1959 · 
1960 – 1969 · 
1970 – 1979 · 
1980 – 1989 · 
1990 – 1999 · 
2000 – 2009 · 
2010 – 2019 ·
2020 − 2029
Afghanistan ·
Algerije ·
Armenië ·
Australië ·
Bahrein ·
Bangladesh ·
Bhutan ·
Bulgarije ·
Cambodja ·
China ·
Cyprus ·
Djibouti ·
Ecuador ·
Egypte ·
Equatoriaal-Guinea ·
Estland ·
Filipijnen ·
Gabon ·
Georgië ·
Hongarije ·
Hongkong ·
India ·
Irak ·
Iran ·
Jemen ·
Jordanië ·
Kazachstan ·
Kirgizië ·
Koeweit ·
Laos ·
Libië ·
Malediven ·
Maleisië ·
Malta ·
Marokko ·
Mauritanië ·
Mongolië ·
Montenegro ·
Myanmar ·
Namibië ·
Nieuw-Zeeland ·
Noord-Korea ·
Noord-Macedonië ·
Oeganda ·
Oezbekistan ·
Oman ·
Oost-Timor ·
Pakistan ·
Palestina ·
Qatar ·
San Marino ·
Saoedi-Arabië ·
Singapore ·
Slowakije ·
Soedan ·
Somalië ·
Sri Lanka ·
Syrië ·
Tadzjikistan ·
Thailand ·
Tsjechië ·
Tunesië ·
Turkije ·
Turkmenistan ·
Vanuatu ·
Verenigde Arabische Emiraten ·
Vietnam ·
Zuid-Korea